# Hugo Oelbermann
Hugo Alexander Oelbermann (auch Hugo Ölbermann) (* 4. Oktober 1832  in Müllenbach, Kreis Gummersbach; † 1898 in Bad Godesberg) war ein deutscher Dichter und Buchhändler. Seine Pseudonyme waren Hugo von Müllenbach, Ernst Thränenlacher und Nath. Faust.

## Leben
Hugo Oelbermann war der Sohn des Pfarrers Friedrich Oelbermann und der Marianne geb. Komp, verw. v. Wenckstern. Der Schriftsteller und Journalist Otto von Wenckstern war sein Stiefbruder. Seine Schulbildung erhielt Hugo in einem Knabeninternat und auf der Rektorsschule in Gummersbach. 1848 kam er nach Barmen, um bei Wilhelm Langewiesche (geb. 1807) Buchhändlerlehrling zu werden. In Barmen lernte Emil Rittershaus und Carl Siebel kennen, mit denen er den Wuppertaler Dichterkreis begründete. Später, nach 1853, war er als Buchhändler in Königsberg, Gotha, Zürich und Leipzig tätig. In Leipzig schrieb er auch für Die Gartenlaube. Am 19. Oktober 1859 bat er Siebel, bei Friedrich Engels oder Karl Marx anzufragen, ob diese ihn finanziell unterstützen könnten. 1866 half er mit, das Grabmal von Friederike Brion durch den Bildhauer Wilhelm Hornberger mit einer Statue zu versehen. Hugo Oelbermann soll sich der „Junggermanischen Schule“ angeschlossen haben, wie es in einer Veröffentlichung über Marie von Ebner-Eschenbach heißt.
1882 gründete er das „Bonner Montagsblatt“. Oelbermann wurde am 2. November 1898 auf dem Godesberger Burgfriedhof bei gesetzt.
Sein Gedicht „Maienglöcklein“ vertonte Paul Hindermann. Sein Gedicht „O säh ich auf der Heide dort“ vertonte Franz Neuhofer Opus 28.
In der Datenbank Kalliope sind Briefe von ihm mit den Standorten an Julius Campe, die J. G. Cotta’sche Buchhandlung, Lorenz Diefenbach, Luise Förster (1794–1877), Karl Gutzkow, Hermann Kletke, Adolf Stern u. a. nachgewiesen.

## Werke
- Rosalinde. Eine Herzensgeschichte in Versen. J. H. Bons, Königsberg in Preußen 1854.[12]
- Gedichte. Hoffmann und Campe, Hamburg 1856. Digitalisat[13]
- Herzbilderbuch. Dichtungen. Luppe, Leipzig 1859. (2. Auflage. Rheinische Verlags-Anstalt, Bonn / Bär, Leipzig 1860)
- Denkrede auf Vater Arndt. Rheinische Verlags-Anstalt, Bonn 1860.
- Ernst Thränenlacher (Hrsg.): Xenien in Prosa oder Die Extrablätter des Genius. Fliegende Arabesken zur laufenden Literatur- und Kulturgeschichte. Rheinische Buchhandlung, Bonn 1861. Digitalisat[14]
- Ernst Thränenlacher: Kulturabenteuer. Historien aus der wirklichen Welt. Rheinische Buchhandlung H.Oelbermann, Bonn 1861.
- Rom am Rhein. 2 Bände. Rheinische Buchhandlung H. Oelbermann, Bonn 1861.
- Muckerromantik oder Tagebuch eines Seelsuchers. Roman aus dem Wupperthal. Rheinische Buchhandlung H.Oelbermann 1861. Digitale Sammlungen Universität Bonn
- Germanische Melodien. Theilweise frei nach Lord Byron's hebräischen Melodien. Rheinische Verlags-Anstalt, Bonn 1862.
- Der Lebküchler aus der Töngesgasse.[15] Frankfurt am Main 1868. (Separat-Abdruck aus dem „Frankfurter Beobachter“)
- Denkrede auf Otto Wigand. Leipzig 1870. (Aus: Leipziger Tageblatt vom 9. September 1870)
- Liebe und Brod oder Die Novelle des alten Mannes. Familien-Roman aus dem neunzehnten Jahrhundert. 2 Bände. H. Costenoble, Jena 1872. (2. Ausgabe 1872)
- Bonner Traktat, Socialpolitische Studien, als eben so viele Beiträge zum Stückwerk unseres Wissens und Weissagens von göttlichen und menschlichen Dingen. Otto Wigand, Leipzig 1890. MDZ Reader